# 福羅斯托維奇
52°1′8″N 33°6′48″E / 52.01889°N 33.11333°E
福羅斯托維奇（烏克蘭語：Форостовичі），是烏克蘭的村落，位於該國北部切爾尼戈夫州，由諾夫哥羅德-謝韋爾斯基區負責管轄，面積0.12平方公里，海拔高度178米，2001年人口222，人口密度每平方公里1,865.6人。